# Mündener Tunnel
Le Mündener Tunnel, tunnel ferroviaire à double voie, électrifié, d'environ 11 km de long, fut construit de 1983 à 1989. Il unit Laubach au nord dans le land Basse-Saxe à Fuldatal dans le land de Hesse.
Situé sur la LGV Hanovre-Würtzbourg, c'est le deuxième plus long tunnel ferroviaire d'Allemagne. Dans le tunnel, les ICE circulent à des vitesses allant jusqu'à 250 kilomètres par heure, celle-ci est contrôlée par la Linienzugbeeinflussung. 
Le tunnel a été ouvert au trafic en 1991.